# Narodowe Arboretum Stanów Zjednoczonych
Narodowe Arboretum Stanów Zjednoczonych (ang. United States National Arboretum) – stołeczne dendrarium znajdujące się w Waszyngtonie, nad którym pieczę sprawuje Urząd Badań Rolniczych Departamentu Rolnictwa Stanów Zjednoczonych.

## Historia i lokalizacja
Arboretum zostało ustanowione decyzją Kongresu Stanów Zjednoczonych w 1927. Ustanowienie poprzedziła kampania zorganizowana przez botanika Fredericka Vernona Coville'a. Teren dendrarium obejmuje 446 akrów. Zlokalizowane jest na północny wschód od Kapitolu, z wejściami od New York Avenue i R Street, Northeast. Poszczególne sekcje parku łączą dogodne drogi jezdne. Instytucja prowadzi badania naukowe w zakresie botaniki i rozwoju drzew, krzewów i roślin kwiatowych. Biblioteka arboretum posiada w swych zbiorach 10 000 książek oraz 90 czasopism dotyczących botaniki. Ogrody odwiedza rocznie ponad 500 000 osób.
W kolekcji bonsai znajduje się okaz pielęgnowany od 1625. Jest nim sosna drobnokwiatowa Pinus parviflora „Miyajima”, dar Masary Yamaki z okazji dwusetlecia Stanów Zjednoczonych. Roślina została przywieziona z Hiroszimy, gdzie przetrwała atak bombowy w 1945.
Na terenie parku eksponowane są dzieła sztuki – rzeźby plenerowe. Rzeźba Split Ritual autorstwa Beverly'ego Peppera wykonana z żeliwa sferoidalnego, składa się z czterech pionowych elementów ustawionych w kole, z których każdy wyróżnia się innym zakończeniem u wierzchołka. Rzeźbę ustawiono w 1993.

## Kolekcje

### Główne sekcje
- rośliny wodne
- rośliny Azji
  - lasek japoński
  - dolina azjatycka
  - dolina chińska
  - zbocze koreańskie
- klasyczny ogród chiński (realizacja)
- kwitnące drzewa
  - ścieżka wśród kwitnących drzew
- Ogród Przyjaźni i Altana
  - sklep z pamiątkami
  - siedziba Towarzystwa Przyjaciół Arboretum
  - siedziba Narodowej Fundacji Bonsai
- drzewa iglaste i niskopienne
- bonsai
- pomnik National Capitol Columns
- gaj drzew amerykańskich (drzewa stanów)
- herbarium
- kolekcja roślin Ameryki

### Kolekcje gatunkowe
- azalie
- derenie
- ostrokrzewy
- magnolie
- klony
- bukszpany
- piwonie
- irysy
- dalie
- narcyzy
- bonsai